# Neudorf bei Parndorf
Neudorf bei Parndorf (in croato: Novo Selo, in ungherese: Mosonújfalu, in slovacco: Nová Ves) è un comune austriaco di 715 abitanti nel distretto di Neusiedl am See, in Burgenland. Abitato anche da croati del Burgenland, è un comune bilingue.
Nel 1971 fu soppresso e unito a Gattendorf e Potzneusiedl per formare il nuovo comune di Gattendorf-Neudorf, ma il 1º gennaio 1990 i tre comuni riacquistarono la loro autonomia.